# Харрис, Эдвард (орнитолог)
Эдвард Харрис (1799—1863) — фермер, лошадник, филантроп, натуралист и орнитолог. Сопровождал Джона Джеймса Одюбона в двух его экспедициях, снаряженных для исследования млекопитающих и птиц Америки. Увековечен Одюбоном в обиходных английских названиях видов птиц Parabuteo unicinctus и Zonotrichia querula и Джоном Кассином в биноминальном названии совы Aegolius harrisii. В 1839 Харрис впервые познакомил США с першеронами и первым начал разводить их в Америке.

## Биография
В 1822 унаследовал от умершего отца (тоже Эдварда Харриса) ферму в Нью-Джерси. Обрабатывал землю до 1849 года. В 1924 познакомился с Одюбоном. Мужчины подружились, Харрис оказал Джону некоторую финансовую поддержку, чтобы тот смог издать «Птиц Америки». В 1837 и 1843 он принял участие в организованных Одюбоном экспедициях.